# 大恩寺 (東京都北区)
大恩寺（だいおんじ）は、東京都北区赤羽西にある日蓮宗の寺院。山号は寂静山。旧本山は中山法華経寺、親師法縁。北区景観百選に選定されている。

## 歴史
寛永元年（1624年）、寂静院日賢（正保元年（1640年）8月24日没）が本郷根津西須賀町（現在の文京区内、根津神社付近）に創建した。大正12年（1923年）の関東大震災で被災後、大正14年（1925年）に現在地に移転した。

## 境内
- 本堂
- 庫裡
- 栄久堂
  - この他、石造の三十三観音、山門の仁王、自動車供養の人動車観音、日本最大級という木彫水子観音、銅製の弁財天等数多くの仏像を祀る[1]。

## 寺宝
- 梵鐘　「天保十五年鋳造鋳物師田中丹後守作」の銘がある。

## 関連資料
- 『北区史』
- 『東京名所図会』
- 『御府内寺社備考』